# 高橋氏文
高橋氏文（たかはしうじぶみ）は、日本の歴史書、古記録である。
宮内省内膳司に仕えた高橋氏が安曇氏と勢力争いしたときに、古来の伝承を朝廷に奏上した789年（延暦8年）の家記が原本と考えられる。しかし完本は伝わっておらず、逸文が『本朝月令』、『政事要略』、『年中行事秘抄』その他に見えるのみである。
伴信友が1842年（天保13年）に自序の『高橋氏文考註』にまとめた。これに関する791年（延暦11年）の太政官符が存在する。